# Anna Margolin
Anna Margolin (1887-1952) fue una poeta bielorrusa nacida en Brest y asentada en Nueva York, popular por sus textos en idioma yidis.

## Biografía
Desde pequeña fue educada en el lenguaje hebreo. Se mudó a Nueva York en 1906 y se estableció permanentemente en 1913. La mayoría de sus obras poéticas fueron escritas allí.
En dicha ciudad, Margolin se unió al personal editorial de la publicación yidis Der Tog (El día; fundada en 1914). Era la encargada de editar la sección llamada "In der froyen velt" (En el mundo de la mujer), además de escribir artículos periodísticos usando varios seudónimos, incluyendo "Sofia Brandt" y "Clara Levin".